# Ware (Hertfordshire)
Ware – miasto w Anglii, w hrabstwie Hertfordshire, w dystrykcie East Hertfordshire. Leży 5 km na północny wschód od miasta Hertford i 36 km na północ od centrum Londynu. Miasto liczy 18 000 mieszkańców.